# 郝滩镇
郝滩镇，是中华人民共和国陕西省榆林市定边县下辖的一个乡镇级行政单位。
2011年12月29日，陕西省民政厅批复同意撤销郝滩乡，设立郝滩镇。

## 行政区划
郝滩镇下辖以下地区：
郝滩村、蒋峁村、路庄村、大沙湾村、柳树涧村、李坑村、伙草涧村、高寨子村、白坑村、许连圈村、庙峁村和新渠村。